# La kermesse
La kermesse è il primo album realizzato da Goedi (metà del duo Microspasmi), pubblicato nel 1998 per l'etichetta Gusto Stretto.

## Il disco
L'album, nonostante veda già nella realizzazione dei brani l'importante presenza di Meddaman, è pubblicato a nome del solo Goedi, prima dell'inizio ufficiale del suo sodalizio con Meddaman nei Microspasmi.
Oltre a Meddaman, che firma 5 tracce delle 11 complessive, il disco è caratterizzato da numerose collaborazioni con altri artisti della scena underground dell'hip hop italiano: Esa in Non ci manca niente, Marya in Con un sorriso... e Kaso e Davo in La kermesse.
Sono presenti inoltre gli scratch di DJ Skizo degli Alien Army nei brani Non ci manca niente e La kermesse e di Zago nei brani Questo è l'emcee e Tripla X RMX ed un remix della traccia Tripla X, realizzato da Fritz da Cat.
L'album, pubblicato solo su musicassetta, è prodotto dallo stesso Goedi per Gusto Stretto Prod., ad eccezione dei brani Non ci manca niente e La kermesse prodotti assieme a Kaso e delle tracce Questo è l'emcee e Tripla X RMX prodotte dal solo Fritz da Cat.
L'album è stato interamente mixato e registrato da Vez e Vigor, con l'unica eccezione del brano Non ci manca niente mixato e registrato da Esa e DJ Skizo presso gli studi Grande Madre Aliena a Milano.

## Tracce

### Lato A
1. Intro - (Goedi)
2. Non ci manca niente - (Esa, Meddaman)
3. Con un sorriso... - (Marya)
4. Solo garbo - (Goedi)
5. Questo è l'emcee - (Goedi, Meddaman)
6. Tripla X - (Goedi, Meddaman)

### Lato B
1. Fuego nella plaza - (Meddaman)
2. La kermesse - (Kaso, Davo, Goedi)
3. Arte pura - (Goedi)
4. Tripla X RMX - (Goedi, Meddaman)
5. Outro - (Goedi)